# Sorong
Sorong – miasto w Indonezji na Nowej Gwinei nad Oceanem Spokojnym. Jest stolicą okręgu specjalnego Papua Południowo-Zachodnia. 
Leży na północno-zachodnim krańcu półwyspu Ptasia Głowa u zbiegu cieśnin Sele i Dampiera; 284 410 mieszkańców (2020).
Ośrodek przemysłu spożywczego, stoczniowego; port morski połączony rurociągiem z polami naftowymi, wywóz ropy naftowej, kopry, drewna, żywic; port lotniczy (im. ojca Eduarda Osoka).
W czasie II wojny światowej ważna japońska baza morska i lotnicza. Szybki rozwój miasta w latach 70. XX w. związany z wydobyciem ropy naftowej.